# Grand Prix de la FIDE 2012-2013
El Grand Prix de la FIDE 2012–2013 va ser una sèrie de sis torneig d'escacs que formava part del cicle de classificació del Campionat del món d'escacs de 2014. Vesselín Topàlov va ser primer de la classificació final, i Xakhriar Mamediàrov segon. Tots dos es varen classificar pel Torneig de Candidats de 2014.

## Format
Divuit jugadors varen ser seleccionats per competir en aquests torneigs. Cada jugador va estar d'acord i es comprometé en participar en quatre d'aquests torneigs.
Cada torneig estava format per 12 jugadors, pel sistema round-robin a una volta. Aquest va ser un canvi respecte a l'anterior cicle que el grups estaven formats per 14 jugadors. A cada ronda els jugadors anotaven 1 punt per cada victòria, ½ punt per les taules i 0 per les derrotes. Els punts Grand Prix varen ser assignats d'acord amb la posició de cada jugador en el torneig: 170 punts Grand Prix per al primer lloc, 140 per al segon lloc, 110 per al tercer lloc, i després 90 i baixant de 10 punts en 10. En cas d'empat a punts en un dels torneigs, els punts Grand Prix són compartits de manera uniforme pels jugadors empatats. Només es tindran en compte els tres millors resultats de cada jugador. El jugador amb més punts Grand Prix és el guanyador.

## Jugadors
Els tres jugadors amb més Elo de la llista de la FIDE varen optar per no entrar al Grand Prix. Aquests són el núm.1 del món Magnus Carlsen, el guanyador del Grand Prix 2008–2010 Levon Aronian i l'excampió del món Vladímir Kràmnik. El campió del món vigent Viswanathan Anand també va declinar en participar-hi. Hi havia diversos camins per a poder-se classificar per participar en el Grand Prix:
| Jugador              | País            | Mètode de classificació                                          |
| -------------------- | --------------- | ---------------------------------------------------------------- |
| Borís Guélfand       | Israel          | Campionat del món d'escacs de 2012                               |
| Piotr Svídler        | Rússia          | Copa del món d'escacs de 2011                                    |
| Aleksandr Grisxuk    | Rússia          | Copa del món d'escacs de 2011                                    |
| Vassil Ivantxuk      | Ucraïna         | Copa del món d'escacs de 2011                                    |
| Ruslan Ponomariov    | Ucraïna         | Copa del món d'escacs de 2011                                    |
| Teimur Radjàbov      | Azerbaidjan     | Llista d'Elo de la FIDE (mitjana entre juliol 2011 i gener 2012) |
| Serguei Kariakin     | Rússia          | Llista d'Elo de la FIDE (mitjana entre juliol 2011 i gener 2012) |
| Hikaru Nakamura      | Estats Units    | Llista d'Elo de la FIDE (mitjana entre juliol 2011 i gener 2012) |
| Vesselín Topàlov     | Bulgària        | Llista d'Elo de la FIDE (mitjana entre juliol 2011 i gener 2012) |
| Xakhriar Mamediàrov  | Azerbaidjan     | Llista d'Elo de la FIDE (mitjana entre juliol 2011 i gener 2012) |
| Vugar Gaixímov       | Azerbaidjan     | Llista d'Elo de la FIDE (mitjana entre juliol 2011 i gener 2012) |
| Fabiano Caruana      | Itàlia          | Nominat pel president de la FIDE                                 |
| Aleksandr Morozévitx | Rússia          | nominats per AGON                                                |
| Wang Hao             | R.P. de la Xina | nominats per AGON                                                |
| Péter Lékó           | Hongria         | nominats per AGON                                                |
| Leinier Domínguez    | Cuba            | nominats per AGON                                                |
| Anish Giri           | Països Baixos   | nominats per AGON                                                |
| Rustam Kassimdjanov  | Uzbekistan      | nominats per AGON                                                |
| Michael Adams        | Anglaterra      | Per ordre d'Elo                                                  |
| Gata Kamsky          | Estats Units    | Per ordre d'Elo                                                  |
| Étienne Bacrot       | França          | Per ordre d'Elo                                                  |
| Wang Yue             | R.P. de la Xina | Per ordre d'Elo                                                  |
| Ievgueni Tomaixevski | Rússia          | Per ordre d'Elo                                                  |
| Laurent Fressinet    | França          | Per ordre d'Elo                                                  |

## Premis en metàl·lic i punts Grand Prix
El premi en metàl·lic va ser de 170.000 € per cada torneig del Grand Prix i 420.000 € pels resultats finals de tots els torneigs del Grand Prix acabats.
| Posició | Per un torneig | Classificació final | punts Grand Prix |
| ------- | -------------- | ------------------- | ---------------- |
| 1       | 25.000 €       | 100.000 €           | 170              |
| 2       | 22.500 €       | 80.000 €            | 140              |
| 3       | 20.000 €       | 60.000 €            | 110              |
| 4       | 17.500 €       | 50.000 €            | 90               |
| 5       | 15.000 €       | 40.000 €            | 80               |
| 6       | 13.000 €       | 30.000 €            | 70               |
| 7       | 12.000 €       | 25.000 €            | 60               |
| 8       | 11.000 €       | 20.000 €            | 50               |
| 9       | 10.000 €       | 15.000 €            | 40               |
| 10      | 9.000 €        | –                   | 30               |
| 11      | 8.000 €        | –                   | 20               |
| 12      | 7.000 €        | –                   | 10               |

## Desempats
Amb l'objectiu de determinar els classificats per a jugar al Torneig de Candidats de 2014, en el cas que dos o més jugadors tinguin iguals punts acumulats a la part superior, es fan servir els següents criteris per decidir el guanyador de la sèrie general i altres classificacions generals:
1. Nombre de punts Grand Prix del quart resultat sense agafar el dels tres millors torneigs.
2. Nombre de punts del resultat d'anotar en els tres millors torneigs.
3. Nombre de punts de partides del quart resultat sense agafar el dels tres millors torneigs.
4. Nombre de victòries.
5. Sorteig.

## Agenda
Els sis torneigs varen ser:
| Núm. | Ciutat seu           | Data                          | Guanyadors                                                                | Punts (victòries/taules/derrotes) |
| ---- | -------------------- | ----------------------------- | ------------------------------------------------------------------------- | --------------------------------- |
| 1    | Londres (Regne Unit) | 21 setembre – 3 octubre 2012  | Vesselín Topàlov (BUL) · Borís Guélfand (ISR) · Xakhriar Mamediàrov (AZE) | 7/11 (+3=8–0) 7/11 (+4=6–1)       |
| 2    | Taixkent, Uzbekistan | 22 novembre – 4 desembre 2012 | Serguei Kariakin (RUS) · Wang Hao (CHN) · Aleksandr Morozévitx (RUS)      | 6½/11 (+3=7–1) 6½/11 (+4=5–2)     |
| 3    | Zug, Suïssa          | 18–30 abril 2013              | Vesselín Topàlov (BUL)                                                    | 8/11 (+5=6–0)                     |
| 4    | Tessalònica, Grècia  | 22 maig – 3 juny 2013         | Leinier Domínguez (CUB)                                                   | 8/11 (+6=4–1)                     |
| 5    | Beijing, Xina        | 4–16 juliol 2013              | Xakhriar Mamediàrov (AZE)                                                 | 7/11 (+5=4−2)                     |
| 6    | París, França        | 22 setembre – 4 octubre 2013  | Fabiano Caruana (ITA) · Borís Guélfand (ISR) ·                            | 7/11 (+4=6–1)                     |

El tercer torneig del Grand Prix estava previst inicialment que tingués lloc a Lisboa, Portugal.
El quart torneig del Grand Prix estava previst inicialment que tingués lloc a Madrid, Espanya.
El cinqué torneig del Grand Prix estava previst inicialment que tingués lloc a Berlín, Alemanya.

## Classificacions i resultats dels torneigs

### Londres 2012
|    | Jugador                   | Elo  | 1 | 2 | 3 | 4 | 5 | 6 | 7 | 8 | 9 | 10 | 11 | 12 | Total | SB    | TPR  | GP  |
| -- | ------------------------- | ---- | - | - | - | - | - | - | - | - | - | -- | -- | -- | ----- | ----- | ---- | --- |
| 1  | Vesselín Topàlov (BUL)    | 2752 | X | ½ | ½ | ½ | ½ | ½ | ½ | 1 | ½ | 1  | 1  | ½  | 7     | 36.25 | 2834 | 140 |
| 2  | Borís Guélfand (ISR)      | 2738 | ½ | X | ½ | 0 | ½ | 1 | 1 | ½ | 1 | ½  | ½  | 1  | 7     | 35.75 | 2836 | 140 |
| 3  | Xakhriar Mamediàrov (AZE) | 2729 | ½ | ½ | X | 0 | ½ | ½ | ½ | ½ | 1 | 1  | 1  | 1  | 7     | 34.75 | 2836 | 140 |
| 4  | Aleksandr Grisxuk (RUS)   | 2754 | ½ | 1 | 1 | X | ½ | ½ | ½ | ½ | ½ | ½  | ½  | ½  | 6½    | 36.75 | 2801 | 90  |
| 5  | Péter Lékó (HUN)          | 2737 | ½ | ½ | ½ | ½ | X | ½ | ½ | 1 | ½ | ½  | ½  | ½  | 6     | 32.50 | 2770 | 80  |
| 6  | Wang Hao (CHN)            | 2742 | ½ | 0 | ½ | ½ | ½ | X | ½ | ½ | ½ | ½  | ½  | 1  | 5½    | 28.75 | 2739 | 70  |
| 7  | Michael Adams (ENG)       | 2722 | ½ | 0 | ½ | ½ | ½ | ½ | X | ½ | 0 | ½  | ½  | 1  | 5     | 26.75 | 2709 | 55  |
| 8  | Vassil Ivantxuk (UKR)     | 2769 | 0 | ½ | ½ | ½ | 0 | ½ | ½ | X | ½ | ½  | ½  | 1  | 5     | 26.00 | 2705 | 55  |
| 9  | Rustam Kassimdjanov (UZB) | 2684 | ½ | 0 | 0 | ½ | ½ | ½ | 1 | ½ | X | ½  | ½  | 0  | 4½    | 24.25 | 2680 | 35  |
| 10 | Leinier Domínguez (CUB)   | 2725 | 0 | ½ | 0 | ½ | ½ | ½ | ½ | ½ | ½ | X  | ½  | ½  | 4½    | 23.75 | 2677 | 35  |
| 11 | Anish Giri (NED)          | 2730 | 0 | ½ | 0 | ½ | ½ | ½ | ½ | ½ | ½ | ½  | X  | 0  | 4     | 22.00 | 2643 | 15  |
| 12 | Hikaru Nakamura (USA)     | 2783 | ½ | 0 | 0 | ½ | ½ | 0 | 0 | 0 | 1 | ½  | 1  | X  | 4     | 20.50 | 2638 | 15  |

### Taixkent 2012
|    | Jugador                    | Elo  | 1 | 2 | 3 | 4 | 5 | 6 | 7 | 8 | 9 | 10 | 11 | 12 | Total | UxU | victòries | SB    | TPR  | GP  |
| -- | -------------------------- | ---- | - | - | - | - | - | - | - | - | - | -- | -- | -- | ----- | --- | --------- | ----- | ---- | --- |
| 1  | Serguei Kariakin (RUS)     | 2775 | X | ½ | 1 | ½ | 0 | ½ | ½ | ½ | 1 | ½  | 1  | ½  | 6½    | 1.5 | 3         | 34.75 | 2808 | 140 |
| 2  | Wang Hao (CHN)             | 2737 | ½ | X | ½ | 1 | 1 | 0 | ½ | ½ | ½ | ½  | ½  | 1  | 6½    | 1   | 3         | 34.50 | 2811 | 140 |
| 3  | Aleksandr Morozévitx (RUS) | 2748 | 0 | ½ | X | 1 | ½ | ½ | ½ | 1 | 0 | ½  | 1  | 1  | 6½    | 0.5 | 4         | 33.25 | 2810 | 140 |
| 4  | Fabiano Caruana (ITA)      | 2786 | ½ | 0 | 0 | X | ½ | ½ | ½ | ½ | ½ | 1  | 1  | 1  | 6     | 1   | 3         | 29.50 | 2776 | 80  |
| 5  | Xakhriar Mamediàrov (AZE)  | 2764 | 1 | 0 | ½ | ½ | X | ½ | 1 | ½ | ½ | ½  | ½  | ½  | 6     | 1   | 2         | 32.75 | 2777 | 80  |
| 6  | Rustam Kassimdjanov (UZB)  | 2696 | ½ | 1 | ½ | ½ | ½ | X | ½ | ½ | ½ | ½  | ½  | ½  | 6     | 1   | 1         | 33.25 | 2783 | 80  |
| 7  | Piotr Svídler (RUS)        | 2747 | ½ | ½ | ½ | ½ | 0 | ½ | X | ½ | 1 | ½  | ½  | ½  | 5½    | 1.5 | 1         | 30.00 | 2747 | 50  |
| 8  | Péter Lékó (HUN)           | 2732 | ½ | ½ | 0 | ½ | ½ | ½ | ½ | X | ½ | ½  | ½  | 1  | 5½    | 1   | 1         | 28.75 | 2748 | 50  |
| 9  | Ruslan Ponomariov (UKR)    | 2741 | 0 | ½ | 1 | ½ | ½ | ½ | 0 | ½ | X | ½  | 1  | ½  | 5½    | 0.5 | 2         | 29.50 | 2747 | 50  |
| 10 | Borís Guélfand (ISR)       | 2751 | ½ | ½ | ½ | 0 | ½ | ½ | ½ | ½ | ½ | X  | ½  | 0  | 4½    | 0   | 0         | 26.00 | 2683 | 30  |
| 11 | Leinier Domínguez (CUB)    | 2726 | 0 | ½ | 0 | 0 | ½ | ½ | ½ | ½ | 0 | ½  | X  | 1  | 4     | 0   | 1         | 20.50 | 2652 | 20  |
| 12 | Gata Kamsky (USA)          | 2762 | ½ | 0 | 0 | 0 | ½ | ½ | ½ | 0 | ½ | 1  | 0  | X  | 3½    | 0   | 1         | 19.25 | 2614 | 10  |

### Zug 2013
|    | Jugador                    | Elo  | 1 | 2 | 3 | 4 | 5 | 6 | 7 | 8 | 9 | 10 | 11 | 12 | Total | UxU | Victòries | SB    | TPR  | GP  |
| -- | -------------------------- | ---- | - | - | - | - | - | - | - | - | - | -- | -- | -- | ----- | --- | --------- | ----- | ---- | --- |
| 1  | Vesselín Topàlov (BUL)     | 2771 | X | 1 | ½ | 1 | ½ | 1 | 1 | ½ | 1 | ½  | ½  | ½  | 8     | 0   | 5         | 43.00 | 2924 | 170 |
| 2  | Hikaru Nakamura (USA)      | 2767 | 0 | X | ½ | ½ | ½ | 1 | ½ | ½ | ½ | ½  | 1  | 1  | 6½    | 0   | 3         | 33.00 | 2818 | 140 |
| 3  | Ruslan Ponomariov (UKR)    | 2733 | ½ | ½ | X | 1 | 1 | ½ | ½ | ½ | ½ | 0  | ½  | ½  | 6     | 1   | 2         | 33.50 | 2789 | 100 |
| 4  | Fabiano Caruana (ITA)      | 2772 | 0 | ½ | 0 | X | 1 | ½ | ½ | ½ | ½ | 1  | 1  | ½  | 6     | 0   | 3         | 30.25 | 2785 | 100 |
| 5  | Gata Kamsky (USA)          | 2741 | ½ | ½ | 0 | 0 | X | 1 | 1 | ½ | ½ | 1  | 0  | ½  | 5½    | 1   | 3         | 29.50 | 2756 | 75  |
| 6  | Aleksandr Morozévitx (RUS) | 2758 | 0 | 0 | ½ | ½ | 0 | X | ½ | 1 | ½ | 1  | 1  | ½  | 5½    | 0   | 3         | 27.25 | 2756 | 75  |
| 7  | Serguei Kariakin (RUS)     | 2786 | 0 | ½ | ½ | ½ | 0 | ½ | X | ½ | ½ | ½  | ½  | 1  | 5     | 1   | 1         | 26.00 | 2722 | 50  |
| 8  | Anish Giri (NED)           | 2727 | ½ | ½ | ½ | ½ | ½ | 0 | ½ | X | ½ | ½  | ½  | ½  | 5     | 1   | 0         | 27.75 | 2727 | 50  |
| 9  | Péter Lékó (HUN)           | 2744 | 0 | ½ | ½ | ½ | ½ | ½ | ½ | ½ | X | ½  | ½  | ½  | 5     | 1   | 0         | 26.50 | 2725 | 50  |
| 10 | Teimur Radjàbov (AZE)      | 2793 | ½ | ½ | 1 | 0 | 0 | 0 | ½ | ½ | ½ | X  | ½  | ½  | 4½    | 1   | 1         | 25.25 | 2689 | 20  |
| 11 | Rustam Kassimdjanov (UZB)  | 2709 | ½ | 0 | ½ | 0 | 1 | 0 | ½ | ½ | ½ | ½  | X  | ½  | 4½    | 1   | 1         | 24.50 | 2696 | 20  |
| 12 | Xakhriar Mamediàrov (AZE)  | 2766 | ½ | 0 | ½ | ½ | ½ | ½ | 0 | ½ | ½ | ½  | ½  | X  | 4½    | 1   | 0         | 25.00 | 2691 | 20  |

### Tessalònica 2013
|    | Jugador                    | Elo  | 1 | 2 | 3 | 4 | 5 | 6 | 7 | 8 | 9 | 10 | 11 | 12 | Total | UxU | Victòries | SB    | TPR  | GP  |
| -- | -------------------------- | ---- | - | - | - | - | - | - | - | - | - | -- | -- | -- | ----- | --- | --------- | ----- | ---- | --- |
| 1  | Leinier Domínguez (CUB)    | 2723 | X | 1 | 0 | ½ | ½ | 1 | ½ | 1 | 1 | ½  | 1  | 1  | 8     | 0   | 6         | 40.00 | 2926 | 170 |
| 2  | Fabiano Caruana (ITA)      | 2774 | 0 | X | 1 | ½ | ½ | ½ | ½ | 1 | ½ | 1  | 1  | 1  | 7½    | 1   | 5         | 37.00 | 2883 | 125 |
| 3  | Gata Kamsky (USA)          | 2741 | 1 | 0 | X | ½ | ½ | 1 | 1 | ½ | 1 | ½  | 1  | ½  | 7½    | 0   | 5         | 39.00 | 2886 | 125 |
| 4  | Ruslan Ponomariov (UKR)    | 2742 | ½ | ½ | ½ | X | ½ | 0 | ½ | ½ | ½ | 1  | ½  | 1  | 6     | 0.5 | 2         | 31.00 | 2785 | 85  |
| 5  | Aleksandr Grisxuk (RUS)    | 2779 | ½ | ½ | ½ | ½ | X | ½ | 1 | ½ | ½ | ½  | ½  | ½  | 6     | 0.5 | 1         | 32.50 | 2782 | 85  |
| 6  | Rustam Kassimdjanov (UZB)  | 2699 | 0 | ½ | 0 | 1 | ½ | X | 1 | ½ | ½ | ½  | ½  | ½  | 5½    | 0   | 2         | 28.00 | 2757 | 70  |
| 7  | Hikaru Nakamura (USA)      | 2775 | ½ | ½ | 0 | ½ | 0 | 0 | X | 1 | 1 | ½  | ½  | ½  | 5     | 0   | 2         | 25.50 | 2720 | 60  |
| 8  | Vesselín Topàlov (BUL)     | 2793 | 0 | 0 | ½ | ½ | ½ | ½ | 0 | X | ½ | 0  | 1  | 1  | 4½    | 0.5 | 2         | 22.25 | 2686 | 45  |
| 9  | Piotr Svídler (RUS)        | 2769 | 0 | ½ | 0 | ½ | ½ | ½ | 0 | ½ | X | 1  | 0  | 1  | 4½    | 0.5 | 2         | 22.25 | 2688 | 45  |
| 10 | Étienne Bacrot (FRA)       | 2725 | ½ | 0 | ½ | 0 | ½ | ½ | ½ | 1 | 0 | X  | ½  | 0  | 4     | 0.5 | 1         | 22.50 | 2659 | 25  |
| 11 | Aleksandr Morozévitx (RUS) | 2760 | 0 | 0 | 0 | ½ | ½ | ½ | ½ | 0 | 1 | ½  | X  | ½  | 4     | 0.5 | 1         | 19.50 | 2656 | 25  |
| 12 | Vassil Ivantxuk (UKR)      | 2755 | 0 | 0 | ½ | 0 | ½ | ½ | ½ | 0 | 0 | 1  | ½  | X  | 3½    | 0   | 1         | 18.00 | 2621 | 10  |

### Beijing 2013
|    | Jugador                    | Elo  | 1 | 2 | 3 | 4 | 5 | 6 | 7 | 8 | 9 | 10 | 11 | 12 | Total | UxU | Victòries | SB    | TPR  | GP  |
| -- | -------------------------- | ---- | - | - | - | - | - | - | - | - | - | -- | -- | -- | ----- | --- | --------- | ----- | ---- | --- |
| 1  | Xakhriar Mamediàrov (AZE)  | 2761 | X | 0 | 1 | ½ | 1 | ½ | 0 | 1 | ½ | 1  | 1  | ½  | 7     | 0   | 5         | 37.00 | 2847 | 170 |
| 2  | Aleksandr Grisxuk (RUS)    | 2780 | 1 | X | ½ | ½ | ½ | 1 | ½ | ½ | 0 | ½  | ½  | 1  | 6½    | 0   | 3         | 35.25 | 2812 | 140 |
| 3  | Vesselín Topàlov (BUL)     | 2767 | 0 | ½ | X | ½ | 1 | ½ | 1 | 0 | 1 | ½  | ½  | ½  | 6     | 0.5 | 3         | 31.75 | 2781 | 100 |
| 4  | Péter Lékó (HUN)           | 2737 | ½ | ½ | ½ | X | 1 | ½ | ½ | ½ | ½ | ½  | ½  | ½  | 6     | 0.5 | 1         | 32.75 | 2784 | 100 |
| 5  | Serguei Kariakin (RUS)     | 2776 | 0 | ½ | 0 | 0 | X | ½ | 1 | 1 | ½ | 1  | ½  | ½  | 5½    | 2.5 | 3         | 28.75 | 2750 | 65  |
| 6  | Wang Yue (CHN)             | 2705 | ½ | 0 | ½ | ½ | ½ | X | ½ | ½ | ½ | 1  | 0  | 1  | 5½    | 1.5 | 2         | 28.75 | 2755 | 65  |
| 7  | Aleksandr Morozévitx (RUS) | 2736 | 1 | ½ | 0 | ½ | 0 | ½ | X | ½ | 1 | ½  | 0  | 1  | 5½    | 1   | 3         | 29.75 | 2752 | 65  |
| 8  | Anish Giri (NED)           | 2734 | 0 | ½ | 1 | ½ | 0 | ½ | ½ | X | 1 | 0  | ½  | 1  | 5½    | 1   | 3         | 28.75 | 2753 | 65  |
| 9  | Borís Guélfand (ISR)       | 2773 | ½ | 1 | 0 | ½ | ½ | ½ | 0 | 0 | X | ½  | 1  | ½  | 5     | 1.5 | 2         | 27.75 | 2718 | 30  |
| 10 | Wang Hao (CHN)             | 2752 | 0 | ½ | ½ | ½ | 0 | 0 | ½ | 1 | ½ | X  | ½  | 1  | 5     | 1   | 2         | 26.00 | 2720 | 30  |
| 11 | Vassil Ivantxuk (UKR)      | 2733 | 0 | ½ | ½ | ½ | ½ | 1 | 1 | ½ | 0 | ½  | X  | 0  | 5     | 0.5 | 2         | 28.25 | 2722 | 30  |
| 12 | Gata Kamsky (USA)          | 2763 | ½ | 0 | ½ | ½ | ½ | 0 | 0 | 0 | ½ | 0  | 1  | X  | 3½    | 0   | 1         | 19.75 | 2618 | 10  |

### París 2013
|    | Jugador                    | Elo  | 1 | 2 | 3 | 4 | 5 | 6 | 7 | 8 | 9 | 10 | 11 | 12 | Total | UxU | Victòries | SB    | TPR  | GP  |
| -- | -------------------------- | ---- | - | - | - | - | - | - | - | - | - | -- | -- | -- | ----- | --- | --------- | ----- | ---- | --- |
| 1  | Fabiano Caruana (ITA)      | 2779 | X | 1 | 0 | ½ | ½ | ½ | 1 | ½ | 1 | ½  | 1  | ½  | 7     | 1   | 4         | 30.00 | 2840 | 155 |
| 2  | Borís Guélfand (ISR)       | 2764 | 0 | X | 1 | ½ | 1 | 1 | ½ | ½ | ½ | ½  | ½  | 1  | 7     | 0   | 4         | 30.00 | 2841 | 155 |
| 3  | Hikaru Nakamura (USA)      | 2772 | 1 | 0 | X | 1 | ½ | ½ | 1 | ½ | ½ | ½  | ½  | ½  | 6½    | 1   | 3         | 28.50 | 2807 | 100 |
| 4  | Étienne Bacrot (FRA)       | 2723 | ½ | ½ | 0 | X | ½ | ½ | ½ | 1 | ½ | ½  | 1  | 1  | 6½    | 0   | 3         | 28.00 | 2811 | 100 |
| 5  | Aleksandr Grisxuk (RUS)    | 2785 | ½ | 0 | ½ | ½ | X | ½ | 1 | ½ | ½ | ½  | 0  | 1  | 5½    | ½   | 2         | 23.75 | 2743 | 75  |
| 6  | Leinier Domínguez (CUB)    | 2757 | ½ | 0 | ½ | ½ | ½ | X | ½ | ½ | ½ | ½  | ½  | 1  | 5½    | ½   | 1         | 25.00 | 2745 | 75  |
| 7  | Vassil Ivantxuk (UKR)      | 2731 | 0 | ½ | 0 | ½ | 0 | ½ | X | ½ | ½ | 1  | 1  | ½  | 5     | 2   | 2         | 20.75 | 2716 | 45  |
| 8  | Ruslan Ponomariov (UKR)    | 2756 | ½ | ½ | ½ | 0 | ½ | ½ | ½ | X | ½ | ½  | ½  | ½  | 5     | 1½  | 0         | 23.75 | 2714 | 45  |
| 9  | Ievgueni Tomaixevski (RUS) | 2703 | 0 | ½ | ½ | ½ | ½ | ½ | ½ | ½ | X | ½  | ½  | ½  | 5     | 1½  | 0         | 23.50 | 2718 | 45  |
| 10 | Wang Hao (CHN)             | 2736 | ½ | ½ | ½ | ½ | ½ | ½ | 0 | ½ | ½ | X  | ½  | ½  | 5     | 1   | 0         | 24.50 | 2716 | 45  |
| 11 | Laurent Fressinet (FRA)    | 2708 | 0 | ½ | ½ | 0 | 1 | ½ | 0 | ½ | ½ | ½  | X  | ½  | 4½    | 0   | 1         | 18.75 | 2686 | 20  |
| 12 | Anish Giri (NED)           | 2737 | ½ | 0 | ½ | 0 | 0 | 0 | ½ | ½ | ½ | ½  | ½  | X  | 3½    | 0   | 0         | 15.50 | 2615 | 10  |

## Classificació Grand Prix
Els punts Grand Prix en negreta indica la victòria en un torneig. El número entre parèntesis és el pitjor resultat dels quatre de cada jugador i que no se sumen al còmpute final.
Vesselín Topàlov va acabar primer, i Xakhriar Mamediàrov va ser segon del total de totes les classificacions. Així, es varen classificar pel Torneig de candidats de 2014.
|    | Jugador                    | Elo Ago 2012 | Londres | Taixkent | Zug      | Tessalònica | Beijing  | París    | Jugats | Millor de 3 |
| -- | -------------------------- | ------------ | ------- | -------- | -------- | ----------- | -------- | -------- | ------ | ----------- |
| 1  | Vesselín Topàlov (BUL)     | 2752         | 140     | –        | 170      | (45)        | 100      | –        | 4      | 410         |
| 2  | Xakhriar Mamediàrov (AZE)  | 2729         | 140     | 80       | (20)     | –           | 170      | –        | 4      | 390         |
| 3  | Fabiano Caruana (ITA)      | 2773         | –       | (80)     | 100      | 125         | –        | 155      | 4      | 380         |
| 4  | Borís Guélfand (ISR)       | 2738         | 140     | (30)     | –        | –           | 30       | 155      | 4      | 325         |
| 5  | Aleksandr Grisxuk (RUS)    | 2763         | 90      | –        | –        | 85          | 140      | (75)     | 4      | 315         |
| 6  | Hikaru Nakamura (USA)      | 2778         | (15)    | –        | 140      | 60          | –        | 100      | 4      | 300         |
| 7  | Aleksandr Morozévitx (RUS) | 2770         | –       | 140      | 75       | (25)        | 65       | –        | 4      | 280         |
| 8  | Leinier Domínguez (CUB)    | 2725         | 35      | (20)     | –        | 170         | –        | 75       | 4      | 280         |
| 9  | Serguei Kariakin (RUS)     | 2785         | –       | 140      | 50       | –           | 65       | –        | 3      | 255         |
| 10 | Wang Hao (CHN)             | 2726         | 70      | 140      | –        | –           | (30)     | 45       | 4      | 255         |
| 11 | Ruslan Ponomariov (UKR)    | 2734         | –       | 50       | 100      | 85          | –        | (45)     | 4      | 235         |
| 12 | Péter Lékó (HUN)           | 2737         | 80      | 50       | (50)     | –           | 100      | –        | 4      | 230         |
| 13 | Gata Kamsky (USA)          | 2746         | –       | 10       | 75       | 125         | (10)     | –        | 4      | 210         |
| 14 | Rustam Kassimdjanov (UZB)  | 2684         | 35      | 80       | (20)     | 70          | –        | –        | 4      | 185         |
| 15 | Vassil Ivantxuk (UKR)      | 2769         | 55      | –        | –        | (10)        | 30       | 45       | 4      | 130         |
| 16 | Anish Giri (NED)           | 2711         | 15      | –        | 50       | –           | 65       | (10)     | 4      | 130         |
| 17 | Étienne Bacrot (FRA)       | 2713         | –       | –        | –        | 25          | –        | 100      | 2      | 125         |
| 18 | Piotr Svídler (RUS)        | 2749         | –       | 50       | –        | 45          | –        | –        | 2      | 95          |
| 19 | Wang Yue (CHN)             | 2685         | –       | –        | –        | –           | 65       | –        | 1      | 65          |
| 20 | Michael Adams (ENG)        | 2722         | 55      | –        | –        | –           | –        | –        | 1      | 55          |
| 21 | Ievgueni Tomaixevski (RUS) | 2730         | –       | –        | –        | –           | –        | 45       | 1      | 45          |
| 22 | Teimur Radjàbov (AZE)      | 2788         | –       | –        | 20       | –           | –        | –        | 1      | 20          |
| 22 | Laurent Fressinet (FRA)    | 2714         | –       | –        | –        | –           | –        | 20       | 1      | 20          |
| –  | Vugar Gaixímov (AZE)       | 2737         | –       | –        | withdrew | withdrew    | withdrew | withdrew | –      | –           |